# Den vackre Antonio
Den vackre Antonio (originaltitel: Il bell'Antonio) är en italiensk-fransk dramafilm från 1960 i regi av Mauro Bolognini, med manus av Pier Paolo Pasolini och Gino Visentini. Huvudrollerna spelas av Marcello Mastroianni och Claudia Cardinale.

## Rollista
- Marcello Mastroianni – Antonio Magnano
- Claudia Cardinale – Barbara Puglisi
- Pierre Brasseur – Alfio Magnano, Antonios far
- Rina Morelli – Rosaria Magnano, Antonios mor
- Tomas Milian – Edoardo
- Fulvia Mammi – Elena Ardizzone
- Patrizia Bini – Santuzza
- Anna Arena – Signora Puglisi
- M. Luisa Crescenzi – Francesa
- Iole Fierro – Mariuccia